# ルター・レンジ
ルター・レンジ（Luther Lindsay、本名：Luther Jacob Goodall、1924年12月30日 - 1972年2月21日）は、アメリカ合衆国のプロレスラー。バージニア州ノーフォーク出身のアフリカ系アメリカ人。
より原音に近い表記はルーサー・リンゼイだが、本項では日本のプロレス史における慣例的な表記を使用する。ルーター・レンジ、ルッター・レンジ、ルター・リンゼイ、ルッター・リンゼイ、ルーター・リンゼイなどの表記がなされていたこともある。

## 来歴
学生時代からアメリカンフットボール、野球、水泳、陸上競技など各種のスポーツで活動。高校卒業後、カナダのオンタリオ州ハミルトンに拠点を置くCFLのハミルトン・タイガーキャッツに入団したが膝を負傷して引退。1951年9月にプロレスラーとしてデビューする。
1950年代はテキサス、ニューヨーク、シカゴなど各地の主要テリトリーを転戦し、ベビーフェースのポジションで活躍。主戦場としていた太平洋岸北西部では、1954年4月1日にワシントン州シアトルにてルー・テーズのNWA世界ヘビー級王座に挑戦。1955年12月2日にはカナダのアルバータ州カルガリーでジョージ・ゴーディエンコと対戦し、それぞれ時間切れ引き分けの戦績を残した。
1961年12月、タッグパートナーのリッキー・ワルドーの従兄弟という触れ込みで日本プロレスに来日。12月15日に東京のリキ・スポーツパレスで行われた吉村道明との来日第1戦で、得意技の豪快なバックドロップで吉村を失神KOさせ、戦慄の日本デビューを飾る。そのままワルドーとともに日本に滞在し、翌1962年2月3日、ワルドーと組んで力道山&豊登からアジアタッグ王座を奪取。この試合の判定を不服とした観衆が暴動を起こすという騒ぎもあり、同月15日のリターンマッチで前王者組にタイトルを奪還されるも、ワルドーとの黒人コンビは強いインパクトを残した。
1960年代もオレゴン州ポートランドのパシフィック・ノースウエスト・レスリングやカナダ・バンクーバーのNWAオールスター・レスリングなど太平洋岸北西部を拠点に、ミッドアトランティック地区やハワイでも活動。ハワイでは1964年9月29日、カーティス・イヤウケアを破りNWAハワイ・ヘビー級王座を獲得。1966年にはトシ東郷やディック・ザ・ブルーザーと対戦し引き分けている。古巣カルガリーのスタンピード・レスリングでは、1967年にスタン・スタージャックからNWAカナディアン・ヘビー級王座を奪取した。ミッドアトランティックではエイブ・ジェイコブズをパートナーに、ジン・アンダーソン、ラーズ・アンダーソン、オレイ・アンダーソンのミネソタ・レッキング・クルーと抗争を展開した。
1969年7月、国際プロレスに来日。8月12日にティト・コパと組んでラッシャー木村&グレート草津が保持していたヨーロッパ・タッグ王座に、8月20日にはオックス・ベーカーと組んで豊登&ストロング小林のIWA世界タッグ王座に挑戦したが、いずれも奪取に至らなかった。この再来日時には右の肩から胸にかけて、1967年のインド遠征中に観客にナイフで切りつけられたという深い傷跡があった。
1970年代初頭はミッドアトランティック地区を主戦場に活動していたが、1972年2月21日、ノースカロライナ州シャーロットでの試合中の心臓発作（リング禍）で死去した。47歳没。
2017年3月31日、プロレス界での功績を称え、WWE殿堂のレガシー部門に迎えられた。

## 得意技
- バックドロップ
- エアプレーン・スピン

## 獲得タイトル
日本プロレス
- アジアタッグ王座：1回（w / リッキー・ワルドー）[8]

メープル・リーフ・レスリング
- NWAカナディアン・オープン・タッグ王座：1回（w / ジャック・クレインボーン）[17]

NWAミッドパシフィック・プロモーションズ
- NWAハワイ・ヘビー級王座：1回[9]
- NWAハワイ・タッグ王座：2回（w / ボビー・ブランズ、ベアキャット・ライト）[18]
- NWA US・ヘビー級王座（ハワイ版）：1回[19]

パシフィック・ノースウエスト・レスリング
- NWAパシフィック・ノースウエスト・ヘビー級王座：1回[20]
- NWAパシフィック・ノースウエスト・タッグ王座：10回（w / ジョージ・デュセット、ビング・キ・リー、ハーブ・フリーマン、シャグ・トーマス×5、ペッパー・マーティン×2）[21]

スタンピード・レスリング
- NWAカナディアン・ヘビー級王座（カルガリー版）：1回[11]
- NWAインターナショナル・タッグ王座（カルガリー版）：1回（w / オッテム・フィッシャー）[22]

WWE
- WWE殿堂（レガシー部門）：2017年[16]